# ATP Challenger Rennes-2
Der ATP Challenger Rennes (offiziell: Rennes Challenger) war ein Tennisturnier, das von 1992 bis 1994 jährlich in Rennes, Frankreich, stattfand. Es gehörte zur ATP Challenger Tour und wurde in der Halle auf Hartplatz gespielt.

## Liste der Sieger

### Einzel
| Jahr | Sieger          | Finalgegner       | Ergebnis      |
| ---- | --------------- | ----------------- | ------------- |
| 1994 | Daniel Vacek    | Hendrik Dreekmann | 6:3, 6:4      |
| 1993 | Stéphane Simian | Nicklas Kulti     | 6:4, 7:6      |
| 1992 | Karsten Braasch | Markus Naewie     | 6:2, 3:6, 6:2 |

### Doppel
| Jahr | Sieger                          | Finalgegner                            | Ergebnis      |
| ---- | ------------------------------- | -------------------------------------- | ------------- |
| 1994 | Anders Järryd Bent-Ove Pedersen | Mark Knowles Leander Paes              | 6:4, 6:3      |
| 1993 | Jan Apell Jonas Björkman        | João Cunha e Silva Marc-Kevin Goellner | 7:6, 6:3      |
| 1992 | Francisco Montana Kenny Thorne  | Martin Damm Sandon Stolle              | 6:4, 3:6, 6:3 |